# Ortisei

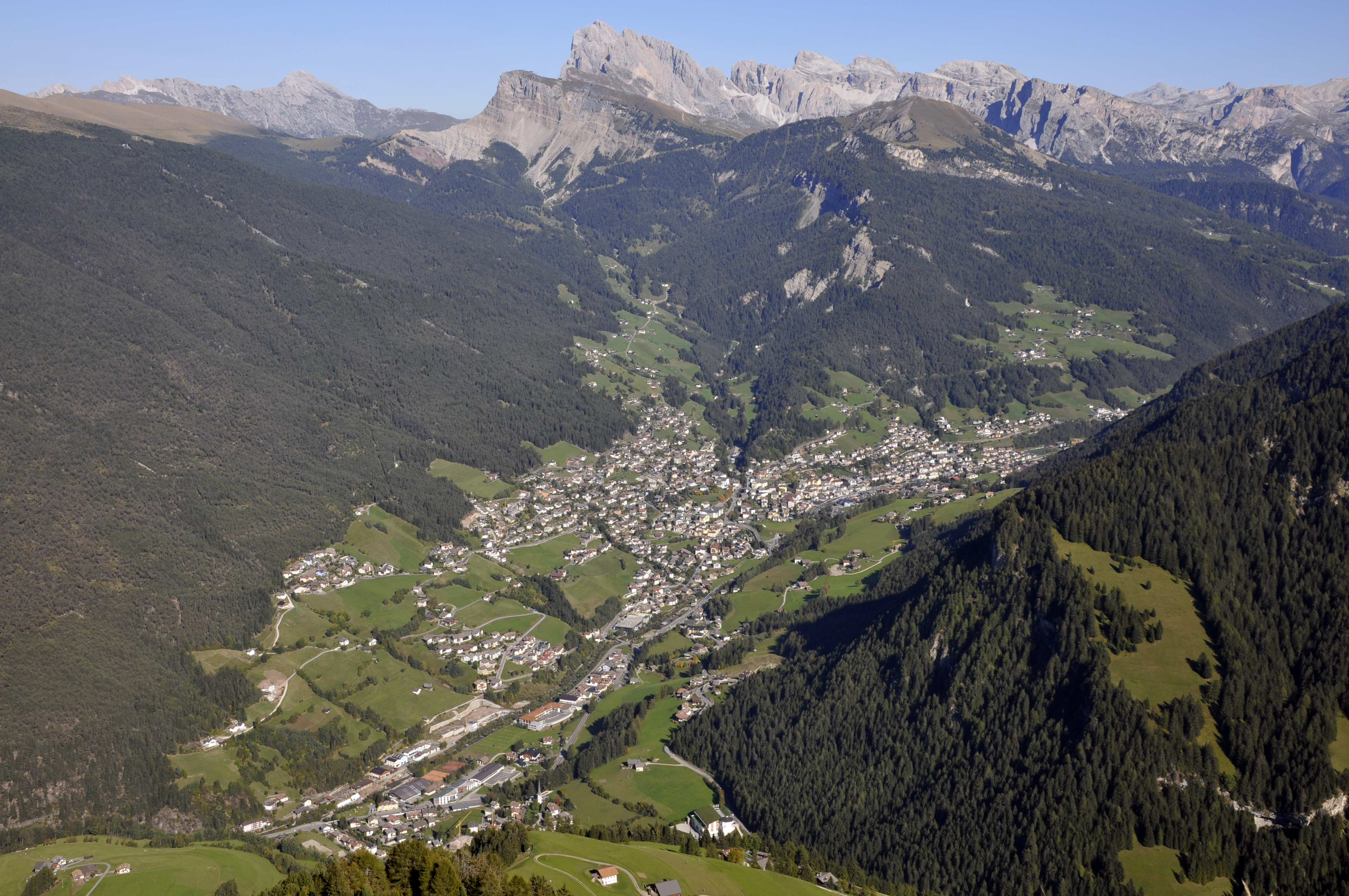
Urtijëi năm 2008

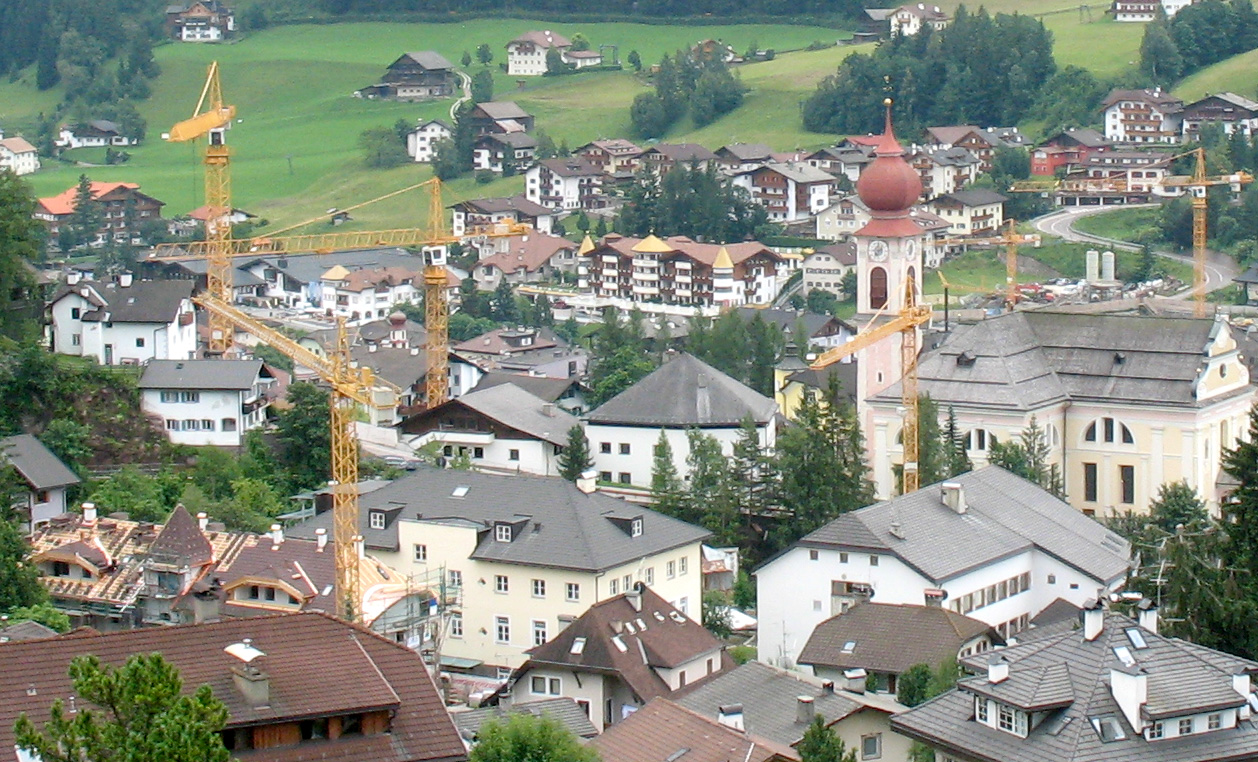
Urtijëi năm 2008

Urtijëi (Ortisei) tiếng Ý: Ortisei; Ladin: Urtijëi; tiếng Đức: St. Ulrich; tiếng Latin: Urticetum) là một đô thị có 4.500 dân ở Bolzano-Bozen, vùng Trentino-Alto Adige/Südtirol của Ý. Đô thị này nằm trong thung lũng Val Gherdëina (it: Gardena; de: Gröden) khu vực Dolomites, một dãy núi thuộc Alps.
Urtijëi (Ortisei) giáp các đô thị: Kastelruth (Castelrotto), Villnöß (Funes), Lajen (Laion), và Santa Cristina (Santa Cristina).
Kinh tế đô thị này chủ yếu dựa vào ngành du lịch với hoạt động trượt tuyết mùa Đông và cắm trại, khám phá vào mùa hè.

## Người nổi tiếng
- Carolina Kostner
- Isolde Kostner
- Giorgio Moroder
- Josef Moroder-Lusenberg
- Luis Trenker